# Lijst van Tibetaanse schrijvers
Dit is een chronologische lijst van Tibetaanse schrijvers

## 7e-10e eeuw
| Naam                              | Leven          | Wylie                          | -                                                                                     |
| --------------------------------- | -------------- | ------------------------------ | ------------------------------------------------------------------------------------- |
| Thonmi Sambhota                   | 7e eeuw        | thon mi sam bho ta             | uitvinder van het Tibetaans schrift                                                   |
| Yeshe Tsogyal                     | 8e eeuw        | ye shes mtsho rgyal            | Prinses van Kharchen                                                                  |
| Nampar Nangdze Lotsawa, Vairocana | 8e eeuw        | rnam par snang mdzad lo tsa ba | vertaler in de eerste vertalingsfase van de boeddhistische uit het Indische Sanskriet |
| Padmasambhava                     | 8e tot 9e eeuw | pad ma 'byung gnas             | bracht het boeddhisme naar Tibet                                                      |
| Yutog Yönten Gönpo (de oudere)    | 708-833        | g.yu thog yon tan mgon po      | stelde een fundamenteel werk op van de Tibetaanse geneeskunde (Ghvü Shi)              |
| Lochen Rinchen Tsangpo            | 957-1055       | lo chen rin chen bzang po      | geldt als vertaler van Sarmateksten, waarop vooral de sakyatraditie zich beroept      |
| Drogmi Lotsawa                    | 993-1050       | brog mi lo tsa ba              | belangrijke vertaler van de Sarmateksten                                              |

## 11e eeuw
| Naam                        | Leven     | Wylie                              | -                                                                                  |
| --------------------------- | --------- | ---------------------------------- | ---------------------------------------------------------------------------------- |
| Tertön Sanggye Lama         | 1000-1080 | gter ston sangs rgyas bla ma       | geldt als eerste Tertön                                                            |
| Marpa                       | 1012-1097 | mar pa                             | de vertaler                                                                        |
| Milarepa                    | 1040-1123 | mi la ras pa                       | Vajraleider                                                                        |
| Rinchen Drag (Bari Lotsawa) | 1040-1111 | ba ri lo tsa ba rin chen grags     | 2e troonhouder van de sakya, schreef onder andere de Honderd Sadhana's van de Bari |
| Langri Tangpa               | 1054-1123 | glang ri thang pa                  | -                                                                                  |
| Patsab Lotsawa Nyima Dragpa | 1055-?    | pa tshab lo tsa ba nyi ma grags pa | vertaalde veel Madhyamaka-teksten in het Tibetaans                                 |
| Gampopa                     | 1079-1153 | sgam po pa                         | oprichter van de kagyütraditie                                                     |
| Sachen Künga Nyingpo        | 1092-1158 | sa chen kun dga' snying po         | systematiseerde de leer van de sakyatraditie                                       |

## 12e eeuw
| Naam                                  | Leven     | Wylie                                  | -                                                                                        |
| ------------------------------------- | --------- | -------------------------------------- | ---------------------------------------------------------------------------------------- |
| Ngoje Repa                            | 12e eeuw  | ngo rje ras pa                         | -                                                                                        |
| Chekawa Yeshe Dorje                   | 1101-1175 | 'chad ka ba ye shes rdo rje            | onder andere Zeven punten van de training van de geest                                   |
| Nyangral Nyima Öser                   | 1124-1192 | nyang ral nyi ma 'od zer               | Tertön                                                                                   |
| Yutog Sarma Yönten Gönpo (de jongere) | 1126-1202 | g.yu thog yon tan mgon po              | Tibetaanse geneeskunde, voltooiing van de Ghvü Shi                                       |
| Sönam Tsemo                           | 1142-1182 | bsod nams rtse mo                      | sakya                                                                                    |
| Drikungpa Jigten Sumgon               | 1143-1217 | 'jig rten gsum mgon                    | -                                                                                        |
| Dragpa Gyaltsen                       | 1147-1216 | grags pa rgyal mtshan                  | commentaar op de vijftig versen van Ashvagosha: De methode voor de omgang met een goeroe |
| Sakya Pandita Kunga Gyaltsen          | 1182-1251 | sa skya pandi ta kun dga' rgyal mtshan | een van de vijf eerwaardige meesters van de sakya                                        |

## 13e eeuw
| Naam                           | Leven        | Wylie                                      | -                                                                                      |
| ------------------------------ | ------------ | ------------------------------------------ | -------------------------------------------------------------------------------------- |
| Karma Pakshi                   | 1204-1283    | karma pak shi                              | 2e karmapa, schreef meer dan honderd teksten die in Tsurphu bewaard bleven             |
| Goeroe Chöwang                 | 1212-1270    | gu ru chos dbang                           | Tertön                                                                                 |
| Chögyal Phagspa Lodrö Gyaltsen | 1235-1279/80 | chos rgyal 'phags pa blo gros rgyal mtshan | ontwikkelaar van het Phagspa-schrift                                                   |
| Rangjung Dorje                 | 1284-1339    | rang byung rdo rje                         | 3e karmapa                                                                             |
| Butön Rinchen Drub             | 1290-1364    | bu ston rin chen grub                      | 11e abt van het Shalu, katalogiseerde duizenden religieuze en filosofische geschriften |
| Dolpopa Sherab Gyaltsen        | 1292-1361    | dol po pa shes rab rgyal mtshan            | zie ook Kalachakra                                                                     |

## 14e eeuw
| Naam                    | Leven     | Wylie                          | -                                                                                    |
| ----------------------- | --------- | ------------------------------ | ------------------------------------------------------------------------------------ |
| Karma Lingpa            | 14e eeuw  | karma gling pa                 | Tertön                                                                               |
| Longchen Rabjam         | 1308-1363 | klong chen rab 'byams          | schrijver van verschillende Dzogchen-geschriften en boeddhistische filosofie, Tertön |
| Tsalpa Künga Dorje      | 1309-1364 | tshal pa kun dga' rdo rje      | schrijver van de Rode annalen                                                        |
| Orgyen Lingpa           | 1323-?    | o rgyan gling pa               | Tertön                                                                               |
| Rigzin Gödem            | 1337-1409 | rig 'dzin rgod ldem            | ontdekte de Noordelijke schatten                                                     |
| Rolpey Dorje            | 1340-1383 | rol pa'i rdo rje               | 4e karmapa, schrijver van veel doha's                                                |
| Dorje Lingpa            | 1346-1405 | rdo rje gling pa               | Tertön                                                                               |
| Rendawa Shonnu Lodrö    | 1349-1412 | red mda' ba gzhon nu blo gros  | -                                                                                    |
| Tsongkhapa              | 1357-1419 | tsong kha pa                   | hervormer van het Tibetaans boeddhisme, gelugtraditie                                |
| Gyaltsab Je             | 1364-1432 | rgyal tshab rje                | -                                                                                    |
| Pänchen Chogley Namgyal | 1376-1451 | pan chen phyogs las rnam rgyal | bodong-school                                                                        |
| Khädrub Je              | 1385-1438 | mkhas grub rje                 | -                                                                                    |
| Gendün Drub             | 1391-1474 | dge 'dun grub pa               | 1e dalai lama, Training van de geest in op de grote manier                           |
| Gö Lotsawa Shonnu Päl   | 1392-1481 | 'gos lo tsa ba gzhon nu dpal   | schrijver van de Blauwe annalen                                                      |

## 15e eeuw
| Naam                        | Leven     | Wylie                                 | - |
| --------------------------- | --------- | ------------------------------------- | --- |
| Pengar Jampäl Tsangpo       | 15e eeuw  | ban sgar ba 'jam dpal bzang po        | schrijver van een beroemd smeekgebed uit de Mahamudra-linie |
| Ratna Lingpa                | 1403-1478 | rat na gling pa                       | Tertön |
| Khädrup Norsang Gyatso      | 1423-1513 | mkhas grub nor bzang rgya mtsho       | - |
| Gorampa Sönam Sengge        | 1429-1489 | go rams pa bsod nams seng ge          | - |
| Pema Lingpa                 | 1450-1521 | padma gling pa                        | Tertön |
| Tsang Nyon Heruka           | 1452-1507 | gtsang smyon he ru ka                 | schreef onder andere een biografie van Marpa en Milarepa |
| Chödrag Gyatso              | 1454-1506 | chos grags rgya mtsho                 | schreef veel teksten, waaronder een commentaar op de Abhisamayalamkara (Mahayana-soetras) en zijn bekendste werk De oceaan van de bewijsvoering, een commentaar op de Pramana-literatuur |
| Sera Jetsün Chökyi Gyaltsen | 1469-1544 | se ra rje btsun chos kyi rgyal mtshan | schrijver van leerboeken die onder andere in Ganden worden bestudeerd |
| Gendün Gyatso               | 1475-1542 | dge 'dun rgya mtsho                   | 2e dalai lama, mystieke verzen en visioenen |
| Pänchen Sönam Dragpa        | 1478-1554 | pan chen bsod nams grags pa           | schrijver van de Nieuwe rode annalen |
| Ngari Panchen               | 1487-1542 | mnga' ris pan chen                    | - |
| Gotsang Repa                | 1494-1570 | rgod tshang ras pa                    | - |
| Ngorchen Könchog Lhündrub   | 1497-1557 | ngor chen dkon mchog lhun grub        | schrijver van de "Drie visioenen" (fundamenteel werk van de sakyaschool) |

## 16e eeuw
| Naam                    | Leven     | Wylie                           | - |
| ----------------------- | --------- | ------------------------------- | --- |
| Tsuglag Trengwa         | 1504-1566 | gtsug lag 'phreng ba            | 2e Nenang Pawo, historische teksten                                                                                                 |
| Mikyö Dorje             | 1507-1554 | mi bskyod rdo rje               | 8e karmapa, heeft veel teksten en commentaren geschreven voor de Soetrayana, zoals instructies voor de tantra's                     |
| Pema Karpo              | 1527-1592 | padma dkar po                   | - |
| Sönam Gyatso            | 1543-1588 | bsod nams rgya mtsho            | 3e dalai lama, Het fasenpad: zuiver goud, Lamrim                                                                                    |
| Wangchug Dorje          | 1556-1603 | dbang phyug rdo rje             | 9e karmapa, schreef onder andere drie Mahamudra-termas                                                                              |
| Lobsang Chökyi Gyaltsen | 1570-1662 | blo bzang chos kyi rgyal mtshan | 4e pänchen lama, schrijver van een bekend Lamrim                                                                                    |
| Jonang Taranatha        | 1575-1634 | tA ra nA tha                    | schreef een belangrijk basiswerk over de geschiedenis van het boeddhisme in India en een uniek werk over de vijf leren van Maitreya |

## 17e eeuw
| Naam                                    | Leven     | Wylie                              | -                                                                                       |
| --------------------------------------- | --------- | ---------------------------------- | --------------------------------------------------------------------------------------- |
| Tsele Natsok Rangdröl (Tsele Gotsangpa) | 1608-?    | rtse le sna tshogs rang grol       | -                                                                                       |
| Ngawang Ngawang Lobsang Gyatso          | 1617-1682 | ngag dbang blo bzang rgya mtsho    | 5e dalai lama, onder andere vijfentwintig verzegelde onderrichtingen                    |
| Terdag Lingpa (Gyurme Dorje)            | 1646-1714 | gter bdag gling pa                 | -                                                                                       |
| Desi Sanggy Püntsog                     | 1649-1705 | sangs rgyas phun tshogs            | -                                                                                       |
| Sanggye Gyatso                          | 1653-1705 | sangs rgyas rgya mtsho             | onder andere Schrijver van Vaidurya-Karpo en Vaidurya sNgon-po                          |
| Lochen Dharmashri                       | 1654-1717 | lo chen dharma shrI                | -                                                                                       |
| Samten Lingpa (Taksham Nüden Dorje)     | 1655-?    | bsam gtan gling pa                 | -                                                                                       |
| Tsangyang Gyatso                        | 1682-1706 | tshangs dbyangs rgya mtsho         | 6e dalai lama, talrijke gedichten, vaak met wereldlijke inhoud worden hem toegeschreven |
| Dokhar Tsering Wangyal                  | 1697-1763 | mdo mkhar ba tshe ring dbang rgyal | -                                                                                       |
| Rigzin Tsewang Norbu                    | 1698-1755 | rig 'dzin tshe dbang nor bu        | Kathog                                                                                  |

## 18e eeuw
| Naam                                 | Leven     | Wylie                 | - |
| ------------------------------------ | --------- | --------------------- | --- |
| Chökyi Jungne                        | 1700-1774 | chos kyi 'byung gnas  | de 8e tai situ, schrijver van veel belangrijke werken, waaronder een omvangrijke grammatica die anno 2000 nog steeds gebruikt wordt |
| Kälsang Gyatso                       | 1708-1757 | skal bzang rgya mtsho | onder andere Verklaring van het Mandala-ritueel van de glorieuze Vajra Akshobhya Guhyasamaja                                        |
| Jigme Lingpa                         | 1729-1798 | 'jigs med gling pa    | Tertön |
| Jampäl Gyatso                        | 1758-1804 | 'jam dpal rgya mtsho  | 8e dalai lama |
| Getse Mahapandita (Tsewang Chokdrub) | 1761-1829 | dge rtse pan chen     | - |

## 19e eeuw
| Naam                                      | Leven     | Wylie                                       | -                                                      |
| ----------------------------------------- | --------- | ------------------------------------------- | ------------------------------------------------------ |
| Patrul Rinpoche Jigme Chökyi Wangpo       | 1808-1887 | 'jigs med chos kyi dbang po                 | -                                                      |
| Nuden Dorje (Drophan Lingpa)              | 1809-1872 | nus ldan rdo rje                            | Tertön van de Noordelijke schatten                     |
| Jamgon Kongtrül Lodrö Thaye               | 1813-1899 | 'jam mgon kong sprul blo gros mtha' yas     | Schat van herontdekte leren                            |
| Jamyang Khyentse Wangpo                   | 1820-1892 | 'jam dbyangs mkhyen brtse'i dbang po        | Sadhana's en andere praktijken van de sakya, 14 banden |
| Choggyur Lingpa                           | 1829-1870 | mchog gyur gling pa                         | Tertön                                                 |
| Dudjom Lingpa                             | 1835-1904 | bdud 'joms gling pa                         | Tertön                                                 |
| Mipam Jamyang Namgyal                     | 1846-1912 | mi pham 'jam dbyangs rnam rgyal             | -                                                      |
| Jamyang Loter Wangpo                      | 1847-1914 | 'jam dbyangs blo gter dbang po              | Sadhanas en andere praktijken van de sakya, 14 banden  |
| Shardze Tashi Gyaltsen                    | 1859-1935 | shar rdza bkra shis rgyal mtshan            | zie ook bön                                            |
| 3e Dodrubchen Rinpoche Jigme Tenpey Nyima | 1865-1926 | 'jigs med bstan pa'i nyi ma                 | -                                                      |
| Thubten Gyatso                            | 1876-1933 | thub bstan rgya mtsho                       | 13e Dalai Lama                                         |
| Pabongka Dechen Nyingpo                   | 1878-1941 | pha bong kha pa bde chen snying po          | -                                                      |
| Ngawang Pälsang                           | 1879-1941 | ngag dbang dpal bzang                       | -                                                      |
| Jamyang Khyentse Chökyi Lodrö             | 1893-1959 | 'jam dbyangs mkhyen brtse chos kyi blo gros | Rime-meester                                           |

## 20e eeuw
| Naam                                                      | Leven               | Wylie                                        | -                                                                        |
| --------------------------------------------------------- | ------------------- | -------------------------------------------- | ------------------------------------------------------------------------ |
| 3e Trijang rinpoche, Lobsang Yeshe Tenzin Gyatso          | 1901-1981           | blo bzang ye shes bstan 'dzin rgya mtsho     | schreef onder andere de tekst Gyallu, het Tibetaanse volkslied           |
| 6e Ling rinpoche Thubten Lungtog Tenzin Trinley           | 1903-1983           | thub bstan lung rtogs bstan 'dzin 'phrin las | onder andere literatuur voor Vajrabhairava                               |
| Gendün Chöpel                                             | 1903 oder 1905-1951 | dge 'dun chos 'phel                          | schrijver van de Witte annalen en de Tibetaanse kunst van de liefde      |
| 2e Dudjom rinpoche Jigdrel Yeshe Dorje                    | 1904-1987           | 'jigs bral ye shes rdo rje                   | 1e hoofd van de nyingmatraditie                                          |
| Kalu Rinpoche Karma Rangjung Kunchap                      | 1905-1989           | kar ma ran byung kun khyab                   | shangpa kagyü                                                            |
| Tsepon Wangchug Deden Shakabpa                            | 1908-1989           | -                                            | -                                                                        |
| Dilgo Khyentse                                            | 1910-1991           | dil mgo mkhyen brtse                         | hoofd van de nyingmatraditie 1987-1991                                   |
| Dorje Yudon Yutog                                         | * 1912              | -                                            | -                                                                        |
| Chatral Sanggye Dorje                                     | * 1913              | bya bral sangs rgyas rdo rje                 | -                                                                        |
| Gendün Rinpoche                                           | 1917-1997           | dge 'dun rin po che                          | -                                                                        |
| Geshe Rabten                                              | 1920-1986           | dge bshes rab brtan                          | schrijver van een reeks belangrijke boeken over het boeddhisme           |
| Tulku Urgyen                                              | 1920-1996           | sprul sku o rgyan                            | -                                                                        |
| Khetsun Sangpo                                            | * 1920/22           | mkhas btsun bzang po                         | geschiedkundig werk o.b.v. Dunhuang, gedichten, dharmisch werk           |
| Thubten Jigme Norbu                                       | 1922-2008           | thub bstan 'jigs med nor bu                  | -                                                                        |
| Tenzin Chödrag                                            | 1923-2001           | bstan 'dzin chos grags                       | lijfarts van de 14e dalai lama                                           |
| Gyatrul Rinpoche                                          | * 1924              | rgya sprul rin po che                        | onder andere bijdrage aan het Tibetaans dodenboek                        |
| Khenpo Karthar Rinpoche                                   | * 1924              | -                                            | -                                                                        |
| Tenzin Namdag                                             | * 1926              | bstan 'dzin rnam-dag                         | zie ook bön                                                              |
| Lobsang Gyatso                                            | 1928-1997           | blo bzang rgya mtsho                         | Institute for Buddhist Dialectics                                        |
| Khensur Jampa Thegchog                                    | * 1930              | mkhan zur byams pa theg mchog                | -                                                                        |
| Chagdud Tulku                                             | 1930-2002           | -                                            | -                                                                        |
| Kelsang Gyatso                                            | * 1931              | bskal bzang rgya mtsho                       | nieuwe kadampa                                                           |
| Geshe Jampa Gyatso                                        | 1932-2007           | byams pa rgya mtsho                          | -                                                                        |
| Nyoshul Khenpo (Nyoshul Khen Rinpoche)                    | 1932-1999           | -                                            | -                                                                        |
| Geshe Thubten Ngawang                                     | 1932-2003           | thub bstan ngag dbang                        | -                                                                        |
| Ani Pachen                                                | 1933-2002           | -                                            | Autobiografie                                                            |
| 9e Thrangu rinpoche                                       | * 1933              | -                                            | -                                                                        |
| Pälden Gyatso                                             | * 1933              | dpal ldan rgya mtsho                         | Autobiografie                                                            |
| Tarthang Tulku                                            | * 1934              | -                                            | -                                                                        |
| 11e Tarab Tulku                                           | 1934-2004           | -                                            | -                                                                        |
| Tenzin Gyatso                                             | * 1935              | bstan 'dzin rgya mtsho                       | 14e dalai lama, omvangrijke werken over het boeddhisme                   |
| Thubten Yeshe                                             | 1935-1984           | thub bstan ye shes                           | -                                                                        |
| Geshe Tashi Tsering (schrijver)                           | * 1937              | bkra shis tshe ring                          | -                                                                        |
| Namkhai Norbu                                             | * 1938              | nam mkha'i nor bu                            | geschriften voor dzogchen, Tibetaanse cultuur, Tibetaanse kalender       |
| 5e Samdhong rinpoche Lobsang Tenzin                       | * 1939              | blo bzang bstan 'dzin                        | kalön tripa van de dertiende kashag van de regering van Tibet            |
| Tulku Thondup                                             | * 1939              | sprul sku don grub                           | -                                                                        |
| Akong Tulku                                               | * 1939              | -                                            | -                                                                        |
| Loden Sherab Dagyab                                       | * 1940              | -                                            | -                                                                        |
| Bokar Rinpoche                                            | 1940-2004           | -                                            | onder andere bijdrage aan het Tibetaans dodenboek                        |
| Chögyam Trungpa                                           | 1940-1987           | chos rgya drung pa                           | 11e Trungpa Tulku uit Surmang                                            |
| Khenchen Pälden Sherab                                    | * 1941              | mkhan chen dpal ldan shes rab                | -                                                                        |
| Khenpo Könchog Gyaltsen                                   | * 1946              | dkon mchog rgyal mtshan                      | -                                                                        |
| Lama Thubten Zopa Rinpoche                                | * 1946              | -                                            | -                                                                        |
| Sogyal Rinpoche                                           | * 1948              | bsod rgyal rin po che                        | schrijver van het Tibetaanse boek van leven en van sterven               |
| Chökyi Nyima                                              | * 1951              | chos kyi nyi ma                              | zoon van Tulku Urgyen, onder andere bijdrage aan het Tibetaans dodenboek |
| Mipam Chökyi Lodrö                                        | * 1952              | mi pham chos kyi blo gros                    | de 14e Shamarpa                                                          |
| Ringu Tulku Rinpoche                                      | * 1952              | -                                            | onder andere bijdrage aan de Rimé-beweging                               |
| Khenpo Namdröl Rinpoche                                   | * 1953              | mkhan po rnam grol                           | onder andere praktijkcommentaar op de Vajrakilaya                        |
| Döndrub Gyäl                                              | 1953-1985           | don grub rgyal                               | -                                                                        |
| Ngawang Sangpo                                            | * 1954              | ngag dbang bzang po                          | -                                                                        |
| Gangteng Tulku                                            | * 1955              | -                                            | Dzogchen                                                                 |
| Pasang Yönten                                             | * 1955              | pa sangs yon tan                             | Tibetaanse geneeskunde                                                   |
| Geshe Tashi Tsering (Londen)                              | * 1958              | bkra shis tshe ring                          | -                                                                        |
| A Lai                                                     | * 1959              | -                                            | Tibetaans/Chinees auteur                                                 |
| Tashi Dawa                                                | * 1959              | bkra shis zla ba                             | schrijver van Aan de leren riem geknoopte ziel                           |
| Khyentse Norbu                                            | * 1961              | mkhyen brtse nor bu                          | ook Dzongsar Jamyang Khyentse                                            |
| Tenzin Wangyal                                            | * 1961              | bstan 'dzin dbang rgyal                      | zie ook bön                                                              |
| Sakyong Mipham                                            | * 1963              | -                                            | zoon van Chögyam Trungpa                                                 |
| 7e Dzogchen Ponlop Rinpoche Sungrap Ngedon Tenpa Gyaltsen | * 1965              | -                                            | Abt van Dzogchen                                                         |
| 3e Tsognyi Rinpoche Ngawang Tsognyi Gyatso                | * 1966              | ngag dbang tshogs gnyis rgya mtsho           | zoon van Tulku Urgyen                                                    |
| Woeser                                                    | * 1966              | -                                            | -                                                                        |
| Khandro Rinpoche                                          | * 1967              | mkha' 'gro rin po che                        | dochter van Trichen Gyurme Künzang Wangyal                               |
| Tsering Wangmo Dhompa                                     | * 1969              | -                                            | -                                                                        |
| Anyen Rinpoche                                            | * 1969              | -                                            | dzogchen                                                                 |
| Tenzin Tsundue                                            | * 1975              | -                                            | -                                                                        |
| Tulku Lama Lobsang                                        | * 1975              | sprul sku bla ma blo bzang                   | -                                                                        |
| 7e Yongey Mingyur (Dorje Rinpoche)                        | * 1975              | yongs dge mi 'gyur                           | jongste zoon van Tulku Urgyen                                            |

### Overig (20e eeuw)
| Naam                                   | Leven | Wylie               | -                                                        |
| -------------------------------------- | ----- | ------------------- | -------------------------------------------------------- |
| Bhuchung D. Sonam                      | -     | -                   |                                                          |
| Gyurme Dorje                           | -     | gyur med rdo rje    | directeur van Trans Himalaya                             |
| Jamyang Norbu                          | -     | 'jam dbyangs nor bu | rangzen                                                  |
| Langdün Päljor Tsering                 | -     | -                   |                                                          |
| Lhakpa Püntsog                         | -     | -                   | China Tibetology Publishing House, sociologie, etnologie |
| Namgyal Nyima Dagkar                   | -     | -                   | -                                                        |
| Rinjing Dorje                          | -     | -                   | o.a. verhalen van Oom Tompa                              |
| Samten Gyaltsen Karmay                 | -     | -                   | International Association of Tibetan Studies             |
| Tsering Döndrub                        | -     | tshe ring don grub  | -                                                        |
| Tsering Shakya (Tsering Wangdu Shakya) | -     | tshe ring sha kya   | geschiedkundige                                          |
| Dölma Kyab                             | 1976  | -                   | dissident schrijver                                      |
| Jamyang Kyi                            | 1965  | -                   | feministe, behoud Tibetaanse cultuur                     |

## Schrijvers met Tibetaanse namen
| Naam                                                | Leven     | Wylie                     | -                                                                                 |
| --------------------------------------------------- | --------- | ------------------------- | --------------------------------------------------------------------------------- |
| Erik Pema Kunsang (Erik Hein Schmidt)               | -         | Erik pad ma kun bzang     | vertaler en schrijver, oprichter van Rangjung Yeshe Translations and Publications |
| Jetsünma Ahkon Lhamo (Alyce Zeoli)                  | * 1939    | -                         | sinds 1988 troonhouder Palyul                                                     |
| Lama Chökyi Nyima (Richard Barron)                  | -         | bla ma chos kyi nyi ma    | -                                                                                 |
| Pema Chödrön (Deirdre Blomfield-Brown)              | * 1936    | pad ma chos sgron         | -                                                                                 |
| Ngakpa Chögyam                                      | * 1952    | sngags pa chos rgya       | -                                                                                 |
| Ngawang Wangyal (Geshe Wangyal)                     | 1901-1983 | ngag dbang dbang rgyal    | -                                                                                 |
| Rigzin Dorje Gonpo (ook: Vajranatha, John Reynolds) | -         | rig 'dzin rdo rje mgon po | -                                                                                 |
| Rigzin Shikpo (Michael Hookham)                     | -         | rig 'dzin zhig po         | -                                                                                 |
| Sanggye Khandro (Kathleen McDonald)                 | -         | sangs rgyas mkha' 'gro    | Light of Berotsana Translation Group                                              |
| Sherab Chödzin (Michael H. Kohn)                    | * 1939    | shes rab chos 'dzin       | -                                                                                 |
| Thubten Chödron (Cherry Greene)                     | * 1950    | thub bstan chos sgron     | -                                                                                 |
| Tsültrim Allione                                    | * 1947    | tshul khrims Allione      | -                                                                                 |